# Liste der Provinzen Chiles
Diese Liste der Provinzen Chiles zeigt die 56 Provinzen des südamerikanischen Landes an (welche die 2. Stufe der Verwaltungsgliederung in Chile bilden) mit ihrer Fläche, der Anzahl der Gemeinden sowie der Einwohnerentwicklung an.
| Lage                         | Region                       | Provinz                      | Hauptort                     | Gemeinden | Fläche (km²)                 | Einw. (2002)                 | Einw. (2012)                 | Einw. (2017) | Einw./km2 (2017) |
| ---------------------------- | ---------------------------- | ---------------------------- | ---------------------------- | --- | ---------------------------- | ---------------------------- | ---------------------------- | ------------ | ---------------- |
|                              | I                            | Iquique ,                    | Iquique ⊙                    | 2 Alto Hospicio Iquique | 2.835,3                      | 216.419                      | 275.042                      | 299.843      | 105,75           |
|                              | I                            | Tamarugal ,                  | Pozo Almonte ⊙               | 5 Camiña, Colchane Huara, Pica Pozo Almonte | 39.390,5                     | 22.531                       | 20.053                       | 30.715       | 0,78             |
|                              | II                           | Antofagasta ,                | Antofagasta ⊙                | 4 Antofagasta Mejillones Sierra Gorda Taltal | 67.813,5                     | 318.779                      | 359.353                      | 398.843      | 5,88             |
|                              | II                           | El Loa ,                     | Calama ⊙                     | 3 Calama Ollagüe San Pedro de Atacama | 41.999,6                     | 143.689                      | 142.686                      | 177.048      | 4,22             |
|                              | II                           | Tocopilla ,                  | Tocopilla ⊙                  | 2 María Elena Tocopilla | 16.236,0                     | 31.516                       | 28.840                       | 31.643       | 1,95             |
|                              | III                          | Chañaral ,                   | Chañaral ⊙                   | 2 Chañaral Diego de Almagro | 24.436,2                     | 32.132                       | 28.874                       | 26.144       | 1,07             |
|                              | III                          | Copiapó ,                    | Copiapó ⊙                    | 3 Caldera Copiapó Tierra Amarilla | 32.538,5                     | 155.713                      | 183.973                      | 185.618      | 5,70             |
|                              | III                          | Huasco ,                     | Vallenar ⊙                   | 4 Alto del Carmen, Freirina Huasco, Vallenar | 18.201,5                     | 66.491                       | 72.145                       | 74.406       | 4,09             |
|                              | IV                           | Choapa ,                     | Illapel ⊙                    | 4 Canela, Los Vilos Illapel, Salamanca | 10.131,6                     | 81.681                       | 82.857                       | 90.670       | 8,95             |
|                              | IV                           | Elqui ,                      | Coquimbo ⊙                   | 6 Andacollo, Coquimbo La Higuera, La Serena Paihuano, Vicuña | 16.895,1                     | 365.371                      | 442.999                      | 496.337      | 29,38            |
|                              | IV                           | Limarí ,                     | Ovalle ⊙                     | 5 Combarbalá, Monte Patria Ovalle, Punitaqui Río Hurtado | 13.553,2                     | 156.158                      | 161.950                      | 170.579      | 12,59            |
|                              | V                            | Los Andes ,                  | Los Andes ⊙                  | 4 Calle Larga, Los Andes Rinconada, San Esteban | 3.054,1                      | 91.683                       | 102.819                      | 110.602      | 36,21            |
|                              | V                            | Marga Marga ,                | Quilpué ⊙                    | 4 Limache, Olmué Quilpué, Villa Alemana | 1.159,0                      | 277.525                      | 325.207                      | 341.893      | 294,99           |
|                              | V                            | Isla de Pascua ,             | Hanga Roa ⊙                  | 1 Isla de Pascua mit Insel: Osterinsel Salas y Gómez | 163,6                        | 3.791                        | 5.761                        | 7.750        | 47,37            |
|                              | V                            | Petorca ,                    | La Ligua ⊙                   | 5 Cabildo, La Ligua Papudo, Petorca Zapallar | 4.588,9                      | 70.610                       | 72.286                       | 78.299       | 17,06            |
|                              | V                            | Quillota ,                   | Quillota ⊙                   | 5 Hijuelas, La Calera La Cruz, Nogales Quillota | 1.113,1                      | 175.917                      | 190.525                      | 203.277      | 182,62           |
|                              | V                            | San Antonio ,                | San Antonio ⊙                | 6 Algarrobo, Cartagena El Quisco, El Tabo San Antonio, Santo Domingo | 1.511,6                      | 136.594                      | 144.220                      | 168.046      | 111,17           |
|                              | V                            | San Felipe de Aconcagua ,    | San Felipe ⊙                 | 6 Catemu, Llaillay Panquehue, Putaendo San Felipe, Santa María | 2.659,2                      | 131.911                      | 143.698                      | 154.718      | 58,18            |
|                              | V                            | Valparaíso ,                 | Valparaíso ⊙                 | 7 Casablanca, Concón Juan Fernández, Puchuncaví Quintero, Valparaíso Viña del Mar | 2.146,6                      | 651.821                      | 713.065                      | 751.317      | 350,00           |
|                              | VI                           | Cachapoal ,                  | Rancagua ⊙                   | 17 Codegua, Coinco, Coltauco Doñihue, Graneros Las Cabras, Machalí, Malloa Mostazal, Olivar Peumo, Pichidegua Rengo, Quinta de Tilcoco Rancagua, Requínoa San Vicente de Tagua Tagua | 7.384,2                      | 542.901                      | 601.810                      | 646.133      | 87,50            |
|                              | VI                           | Cardenal Caro ,              | Pichilemu ⊙                  | 6 La Estrella, Litueche Marchigüe, Navidad Paredones, Pichilemu | 3.324,8                      | 41.160                       | 39.068                       | 45.866       | 13,80            |
|                              | VI                           | Colchagua ,                  | San Fernando ⊙               | 10 Chépica, Chimbarongo Lolol, Nancagua Palmilla, Peralillo Placilla, Pumanque San Fernando, Santa Cruz | 5.678,0                      | 196.566                      | 210.528                      | 222.556      | 39,20            |
|                              | VII                          | Cauquenes ,                  | Cauquenes ⊙                  | 3 Cauquenes Chanco Pelluhue | 3.027,2                      | 57.088                       | 54.145                       | 56.940       | 18,81            |
|                              | VII                          | Curicó ,                     | Curicó ⊙                     | 9 Curicó, Hualañé Licantén, Molina Rauco, Romeral Sagrada Familia Teno, Vichuquén | 7.280,9                      | 244.053                      | 266.457                      | 288.880      | 39,68            |
|                              | VII                          | Linares ,                    | Linares ⊙                    | 8 Colbún, Linares Longaví, Parral Retiro, San Javier Villa Alegre Yerbas Buenas | 10.050,2                     | 253.990                      | 264.292                      | 286.361      | 28,49            |
|                              | VII                          | Talca ,                      | Talca ⊙                      | 10 Constitución, Curepto Empedrado, Maule Pelarco, Pencahue Río Claro, San Clemente San Rafael, Talca | 9.937,8                      | 352.966                      | 370.154                      | 412.769      | 41,54            |
|                              | VIII                         | Arauco ,                     | Lebu ⊙                       | 7 Arauco, Cañete Contulmo, Curanilahue Lebu, Los Álamos, Tirúa | 5.463,3                      | 157.255                      | 157.052                      | 166.087      | 30,40            |
|                              | VIII                         | Bío-Bío ,                    | Los Ángeles ⊙                | 14 Alto Bío-Bío, Antuco Cabrero, Laja Los Ángeles, Mulchén Nacimiento, Negrete Quilaco, Quilleco San Rosendo, Santa Bárbara Tucapel, Yumbel | 14.987,9                     | 353.315                      | 373.981                      | 395.060      | 26,36            |
|                              | VIII                         | Concepción ,                 | Concepción ⊙                 | 12 Concepción, Coronel Chiguayante, Florida Hualpén, Hualqui, Lota Penco, San Pedro de la Paz Santa Juana, Talcahuano, Tomé | 3.439,0                      | 912.889                      | 959.336                      | 995.658      | 289,52           |
|                              | IX                           | Cautín ,                     | Temuco ⊙                     | 21 Carahue, Cholchol, Cunco Curarrehue, Freire, Galvarino Gorbea, Lautaro, Loncoche Melipeuco, Nueva Imperial Padre Las Casas, Perquenco Pitrufquén, Pucón, Saavedra Teodoro Schmidt, Temuco Toltén, Vilcún, Villarrica | 18.409,0                     | 667.920                      | 692.582                      | 752.100      | 40,86            |
|                              | IX                           | Malleco ,                    | Angol ⊙                      | 11 Angol, Collipulli, Curacautín Ercilla, Lonquimay, Los Sauces Lumaco, Renaico, Purén Traiguén, Victoria | 13.433,3                     | 201.615                      | 196.910                      | 205.124      | 15,27            |
|                              | X                            | Chiloé ,                     | Castro ⊙                     | 10 Ancud, Castro, Chonchi Curaco de Vélez, Dalcahue Puqueldón, Queilén Quellón, Quemchi, Quinchao | 9.181,6                      | 154.766                      | 161.654                      | 168.185      | 18,32            |
|                              | X                            | Llanquihue ,                 | Puerto Montt ⊙               | 9 Calbuco, Cochamó Fresia, Frutillar, Llanquihue Los Muermos, Maullín Puerto Montt, Puerto Varas | 14.876,4                     | 321.493                      | 368.427                      | 408.052      | 27,43            |
|                              | X                            | Osorno ,                     | Osorno ⊙                     | 7 Osorno, Puerto Octay Purranque, Puyehue Río Negro, San Pablo San Juan de la Costa | 9.223,7                      | 221.509                      | 221.496                      | 234.122      | 25,38            |
|                              | X                            | Palena ,                     | Chaitén ⊙                    | 4 Chaitén, Futaleufú Hualaihué, Palena | 15.301,9                     | 18.971                       | 16.137                       | 18.349       | 1,20             |
|                              | XI                           | Aysén ,                      | Puerto Aysén ⊙               | 3 Aysén, Cisnes Guaitecas | 46.588,8                     | 29.631                       | 28.858                       | 32.319       | 0,69             |
|                              | XI                           | Capitán Prat ,               | Cochrane ⊙                   | 3 Cochrane O’Higgins Tortel | 37.043,6                     | 3.837                        | 4.003                        | 4.638        | 0,13             |
|                              | XI                           | Coyhaique ,                  | Coyhaique ⊙                  | 2 Coyhaique Lago Verde | 12.942,5                     | 51.103                       | 54.575                       | 58.670       | 4,53             |
|                              | XI                           | General Carrera ,            | Chile Chico ⊙                | 2 Río Ibáñez Chile Chico | 11.919,5                     | 6.921                        | 6.835                        | 7.531        | 0,63             |
|                              | XII                          | Antártica Chilena ,          | Puerto Williams ⊙            | 2 Cabo de Hornos Antártica | 15.578 1.265.854             | 2.392                        | 1.792                        | 2.201        | 0,14             |
|                              | XII                          | Magallanes ,                 | Punta Arenas ⊙               | 4 Laguna Blanca Punta Arenas Río Verde, San Gregorio | 38.400,8                     | 121.675                      | 128.199                      | 133.282      | 3,47             |
|                              | XII                          | Tierra del Fuego ,           | Porvenir ⊙                   | 3 Porvenir Primavera Timaukel | 22.592,7                     | 6.904                        | 6.656                        | 8.364        | 0,37             |
|                              | XII                          | Última Esperanza ,           | Puerto Natales ⊙             | 2 Natales Torres del Paine | 55.443,9                     | 19.855                       | 18.685                       | 22.686       | 0,41             |
|                              | XIV                          | Ranco ,                      | La Unión ⊙                   | 4 Futrono, Lago Ranco La Unión, Río Bueno | 8.232,3                      | 97.153                       | 91.656                       | 93.969       | 11,41            |
|                              | XIV                          | Valdivia ,                   | Valdivia ⊙                   | 8 Corral, Lanco, Los Lagos Máfil, Mariquina, Paillaco Panguipulli, Valdivia | 10.197,2                     | 259.243                      | 272.527                      | 290.868      | 28,52            |
|                              | XV                           | Arica ,                      | Arica ⊙                      | 2 Arica Camarones | 8.726,4                      | 186.488                      | 210.822                      | 222.619      | 25,51            |
|                              | XV                           | Parinacota ,                 | Putre ⊙                      | 2 General Lagos Putre | 8.146,9                      | 3.156                        | 1.991                        | 3.449        | 0,42             |
|                              | XVI                          | Diguillín ,                  | Bulnes ⊙                     | 9 Bulnes, Chillán Chillán Viejo, El Carmen Pemuco, Pinto Quillón, San Ignacio Yungay | 5.229,5                      | —                            | —                            | 319.809      | 61,15            |
|                              | XVI                          | Itata ,                      | Quirihue ⊙                   | 7 Cobquecura, Coelemu Ninhue, Portezuelo Quirihue, Ránquil Treguaco | 2.746,5                      | —                            | —                            | 53.832       | 19,60            |
|                              | XVI                          | Punilla ,                    | San Carlos ⊙                 | 5 Coihueco, Ñiquén San Fabián San Carlos San Nicolás | 5.202,5                      | —                            | —                            | 106.968      | 20,56            |
|                              | RM                           | Chacabuco ,                  | Colina ⊙                     | 3 Colina Lampa Til Til | 2.076,1                      | 132.798                      | 203.993                      | 267.553      | 128,87           |
|                              | RM                           | Cordillera ,                 | Puente Alto ⊙                | 3 Pirque, Puente Alto San José de Maipo | 5.528,3                      | 522.856                      | 608.235                      | 612.816      | 110,85           |
|                              | RM                           | Maipo ,                      | San Bernardo ⊙               | 4 Calera de Tango Buin, Paine San Bernardo | 1.120,5                      | 378.444                      | 440.591                      | 496.078      | 442,73           |
|                              | RM                           | Melipilla ,                  | Melipilla ⊙                  | 5 Alhué, Curacaví María Pinto, Melipilla San Pedro | 4.065,7                      | 141.165                      | 161.727                      | 185.966      | 45,74            |
|                              | RM                           | Santiago ,                   | Santiago ⊙                   | 32 Cerrillos, Cerro Navia, Conchalí El Bosque, Estación Central Huechuraba, Independencia La Cisterna, La Florida, La Granja La Pintana, La Reina Las Condes, Lo Barnechea Lo Espejo, Lo Prado, Macul, Maipú Ñuñoa, Pedro Aguirre Cerda Peñalolén, Providencia Pudahuel, Quilicura Quinta Normal, Recoleta, Renca San Joaquín, San Miguel San Ramón, Santiago, Vitacura | 2.030,3                      | 4.668.473                    | 4.927.624                    | 5.250.565    | 2586,10          |
|                              | RM                           | Talagante ,                  | Talagante ⊙                  | 5 El Monte, Isla de Maipo Padre Hurtado, Peñaflor Talagante | 582,3                        | 217.449                      | 262.665                      | 299.830      | 514,91           |
| Summen:                      | Summen:                      | Summen:                      | 56                           | 346 | 756.102                      | 14.678.332                   | 15.881.816                   | 17.574.003   | 23,24            |
| Schätzung 2022: lt. Prognose | Schätzung 2022: lt. Prognose | Schätzung 2022: lt. Prognose | Schätzung 2022: lt. Prognose | Schätzung 2022: lt. Prognose | Schätzung 2022: lt. Prognose | Schätzung 2022: lt. Prognose | Schätzung 2022: lt. Prognose | 19,5 Mio.    | 25,9             |